# Daniel Yanofsky
Daniel Yanofsky foi um jogador de xadrez do Canadá com diversas participações nas Olimpíadas de xadrez Yanofsky participou do Torneio de xadrez de Dallas de 1957, Torneio de xadrez de Groninga de 1946, Torneio Interzonal de 1948 e Torneio Interzonal de 1962. Nas Olimpíadas, seu melhor resultado foi o décimo lugar em Tel Aviv 1964.